# Forenede Arabiske Stater
De Forenede Arabiske Stater var en konføderation af den Forenede Arabiske Republik og Kongeriget Yemen (senere kendt som Nordyemen) som varede fra 1958 til 1961.
Den Forenede Arabiske Republik var en suveræn stat dannet som union mellem Ægypten og Syrien i 1958. Samme år sluttede Kongeriget Yemen, som allerede havde en forsvarspagt med Ægypten, sig sammen med den nye stat i en løs konføderation kaldet de Forenede Arabiske Stater. I modsætning til Ægypten og Syrien forblev Yemen en uafhængig suveræn stat, som bibeholdte sit medlemskab af FN og separate ambassader i hele konføderationens periode.
Den Forenede Arabiske Republik og de Forenede Arabiske Stater var tiltænkt til at være et middel for panarabisme og arabisk nationalisme, men begge blev opløst i 1961 efter et statskup i Syrien.